# Yang Zongbao
 (juillet 2017).
Yang Zongbao (楊宗保) est un personnage du folklore des Généraux de la Famille Yang. 
Dans ces légendes, largement romancées, il est le fils du général Yang Yanzhao et de la Princesse Chai, le mari de Mu Guiying et le père de Yang Wenguang.

## Histoire
Selon l'Histoire des Song, Yang Wenguang est le fils de Yang Yanzhao. Dans les légendes, il est décrit comme étant le fils de Yang Yanzhao et le fils de Yang Zongbao. Ce dernier n'a pas été retrouvé dans ce traité ou les Annales de Longping (隆平集), qui mentionne les noms des deux autres fils de Yang Yanzhao. 
Cependant, deux livres de généalogie de la famille des Yang conservés au Xian de Dai et dans la ville de Yuanping (localisés dans la province du Shanxi, d'où la légendaire famille Yang est originaire) décrit Yang Zongbao comme l'un des trois fils de Yang Yanzhao. Une stèle de recueillement découverte en 1985 dans Xian de Xin'an, dans la province du Henan suggère qu'un Yang Zongbao était en effet un descendant de Yang Ye, sauf qu'il est mentionné que ce descendant était une petite fille plutôt qu'un petit-fils (Les annales historiques chinoises et les livres de généalogie n'ont pas l'habitude d'enregistrer des noms de femmes).

## Légendes
Dans la fiction, Yang Zongbao rencontre son épouse Mu Guiying, lorsque son père Yanzhao lui a ordonné d'aller chercher le bâton Dompte-Dragon (降龍木) à la forteresse de Muke (穆柯寨), que Mu Yu, père de Mu Guiying gouvernait. Capturé par Mu Guiying, il a fini par céder à ses propositions et à se marier avec elle.
Il est mort, très jeune, dans une bataille contre les Xia de l'Ouest, abattu par de nombreuses flèches. Après sa mort, Mu Guiying pousse les autres veuves de la famille Yang dans l'ouest contre les Xia.

## Représentation dans les films et les séries TV
- Tsung Hua dans Les 14 Amazones (1972)
- Ha Yu dans le fils de la Guerrière (1981)
- Su Rongzhou dans Généraux de la Famille Yang (1984)
- Linh Tam dans Thap Tu Nu Anh Hao (1992)
- Norman Chu, dans La Légende de la famille des Yang et de La Grande Générale (1994)
- Ken Chang en Guerriers légendaires : l'Héroïne des Yang (2001)
- Lu Shiyu dans L'Héroïne Mu Guiying (2004)
- Richie Jen dans Légendaires Amazones (2011)
- Luo Jin dans Mu Guiying Prend le commandement (2011)